# Microrégion de Conceição do Mato Dentro
 (février 2025).
Si vous disposez d'ouvrages ou d'articles de référence ou si vous connaissez des sites web de qualité traitant du thème abordé ici, merci de compléter l'article en donnant les références utiles à sa vérifiabilité et en les liant à la section « Notes et références ».
La microrégion de Conceição do Mato Dentro est l'une des huit microrégions qui subdivisent la mésorégion métropolitaine de Belo Horizonte, dans l'État du Minas Gerais au Brésil.
Elle comporte 13 municipalités qui regroupaient 88 449 habitants en 2006 pour une superficie totale de 6 854 km2.

## Municipalités[1]
- Alvorada de Minas
- Conceição do Mato Dentro
- Congonhas do Norte
- Dom Joaquim
- Itambé do Mato Dentro
- Morro do Pilar
- Passabém
- Rio Vermelho
- Santo Antônio do Itambé
- Santo Antônio do Rio Abaixo
- São Sebastião do Rio Preto
- Serra Azul de Minas
- Serro